# Sierra de Aracena y Picos de Aroche
Sierra de Aracena y Picos de Aroche este o arie protejată (arie specială de conservare — SAC, sit de importanță comunitară — SCI, arie de protecție specială avifaunistică — SPA) din Spania întinsă pe o suprafață de 186.795,53 ha, integral pe uscat.

## Localizare
Centrul sitului Sierra de Aracena y Picos de Aroche este situat la coordonatele 37°57′20″N 6°34′59″W / 37.9556°N 6.583°V.

## Înființare
Situl Sierra de Aracena y Picos de Aroche a fost declarat arie de protecție specială avifaunistică în octombrie 1989 pentru a proteja 1 specie de plante și 42 de specii de animale. Alte tipuri de protecție:
- sit de importanță comunitară (în decembrie 1997)
- arie specială de conservare (în septembrie 2012)[3][5][6]

## Biodiversitate
Situată în ecoregiunea mediteraneană, aria protejată conține 25 de habitate naturale: Pajiști umede mediteraneene cu ierburi înalte de Molinio-Holoschoenion, Tufărișuri termo-mediteraneene și de pre-deșert, Păduri aluvionare cu Alnus glutinosa și Fraxinus excelsior (Alno-Padion, Alnion incanae, Salicion albae), Dehesas cu Quercus spp. perene, Păduri iberice de Quercus faginea și Quercus canariensis, Păduri termofile cu Fraxinus angustifolia, Galerii și tufărișuri riverane sudice (Nerio-Tamaricetea și Securinegion tinctoriae), Păduri de Quercus ilex și Quercus rotundifolia, Pseudostepă cu ierburi și specii anuale de Thero-Brachypodietea, Pajiști umede atlantice temperate cu Erica ciliaris și Erica tetralix, Pante stâncoase silicioase cu vegetație casmofită, Lande oro-mediteraneene cu formațiuni endemice de grozamă, Roci stâncoase cu vegetație pionieră de Sedo-Scleranthion sau Sedo albi-Veronicion dillenii, Păduri de Olea și Ceratonia, Iazuri temporare mediteraneene, Păduri de pin mediteraneene cu pini mezogeni endemici, Pajiști uscate europene, Păduri de stejar galițio-portugheze cu Quercus robur și Quercus pyrenaica, Galerii de Salix alba și de Populus alba, Peșteri inaccesibile publicului, Fânețe de joasă altitudine (Alopecurus pratensis, Sanguisorba officinalis), Păduri de Quercus suber, Păduri de Castanea sativa, Cursuri de apă de la nivel de câmpie la nivel montan, cu vegetație Ranunculion fluitantis și Callitricho-Batrachion, Formațiuni stabile xerotermofile de Buxus sempervirens pe pante stâncoase (Berberidion p.p.).
La baza desemnării sitului se află mai multe specii protejate:
- plante (1): Silene mariana
- păsări (20): acvilă de munte (Aquila chrysaetos), buha (Bubo bubo), Caprimulgus ruficollis, Certhia brachydactyla, barză albă (Ciconia ciconia), șerpar (Circaetus gallicus), vânturel roșu (Falco tinnunculus), cinteză (Fringilla coelebs), Galerida theklae, vulturul pleșuv sur (Gyps fulvus), acvilă pitică (Hieraaetus pennatus), ciocârlie de pădure (Lullula arborea), ciocârlie de bărăgan (Melanocorypha calandra), gaia neagră (Milvus migrans), gaia roșie (Milvus milvus), muscar sur (Muscicapa striata), ciuf-pitic (Otus scops), Pyrrhocorax pyrrhocorax, silvie roșcată (Sylvia cantillans), silvie de tufiș (Sylvia undata)
- amfibieni (1): Discoglossus galganoi
- mamifere (10): vidră de râu (Lutra lutra), râs iberic (Lynx pardinus), liliac cu aripi lungi (Miniopterus schreibersii), liliac cu urechi mari (Myotis bechsteinii), liliac cu urechi de șoarece (Myotis blythii), liliac comun (Myotis myotis), liliacul mediteranean cu potcoavă (Rhinolophus euryale), liliacul mare cu potcoavă (Rhinolophus ferrumequinum), liliacul mic cu potcoavă (Rhinolophus hipposideros), liliacul cu potcoavă a lui méhely (Rhinolophus mehelyi)
- nevertebrate (2): fluturele auriu (Euphydryas aurinia), Oxygastra curtisii
- pești (7): Alosa alosa, Anaecypris hispanica, Cobitis paludica, Iberochondrostoma lemmingii, Luciobarbus comizo, Pseudochondrostoma willkommii, Squalius alburnoides
- reptile (2): țestoasa de baltă (Emys orbicularis), Mauremys leprosa

Pe lângă speciile protejate, pe teritoriul sitului au mai fost identificate 26 de specii de plante, 28 de specii de păsări, 7 specii de amfibieni, 16 specii de mamifere, 1 specie de nevertebrate, 5 specii de pești, 6 specii de reptile.